# Mesquita de Sokollu Mehmet Paşa

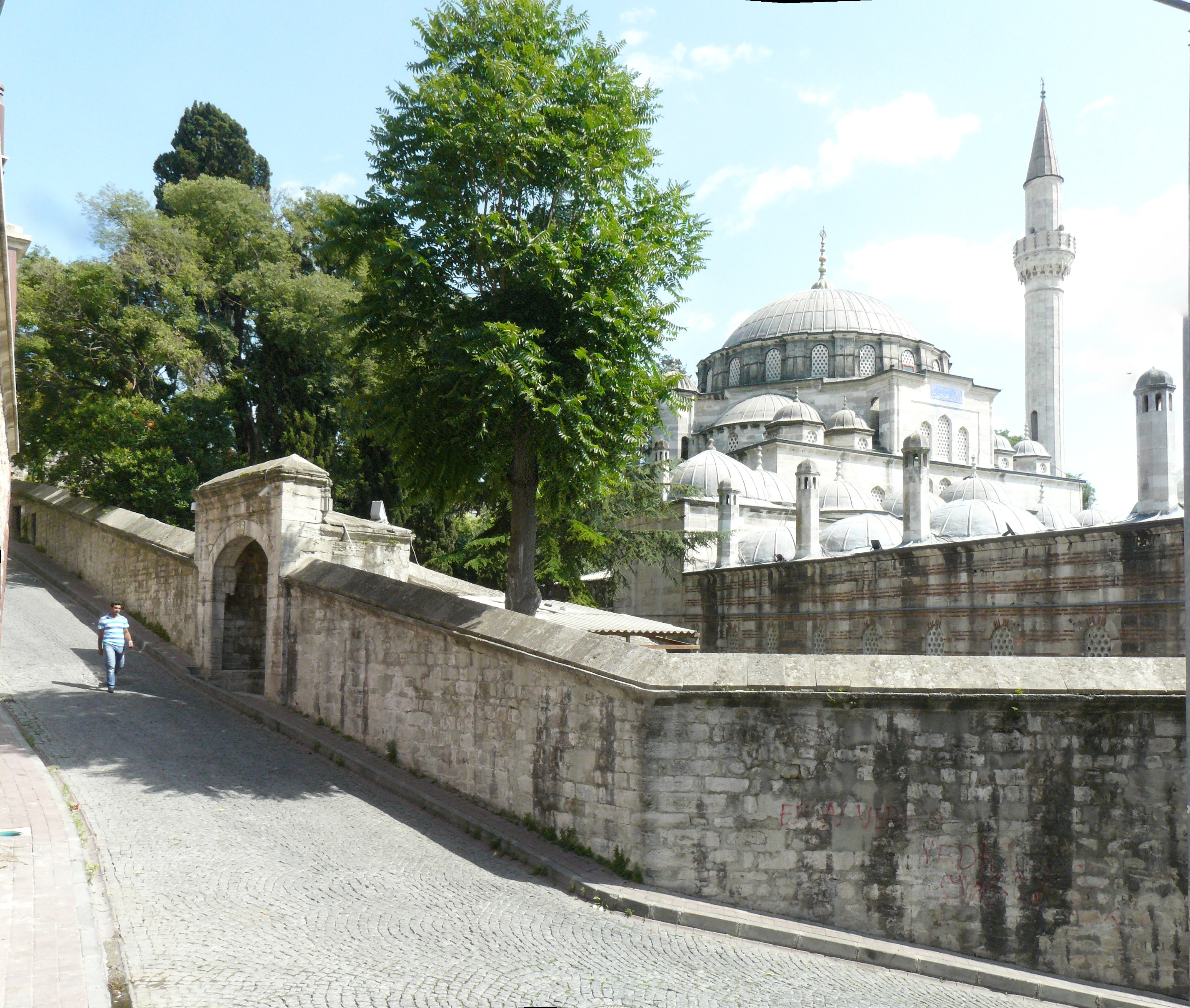
A mesquita vista da rua

A Mesquita de Sokollu Mehmet Paşa (em turco:  Sokollu Mehmed Paşa Külliyesi Camii ou Sokollu Mehmed Paşa Külliyesi) é uma mesquita otomana situada na área de Kadırga, bairro de Eminönü, distrito de Fatih, Istambul, Turquia, a curta distância da Praça Sultanahmet. Obra do grande arquiteto imperial otomano Mimar Sinan, é considerada por muitos como uma das mais belas mesquitas de Istambul, faz parte das Zonas Históricas de Istambul, classificadas em desde 1985 como Património Mundial da UNESCO.

## História
A mesquita foi encomendada a Sinan pela princesa Esmahan, filha do sultão Selim II e neta de Solimão, o Magnífico. Apesar do nome oficial da mesquita ser o da princesa, o nome mais comum é o do marido dela, o grão-vizir Sokollu Mehmet Paşa. A construção decorreu entre 1571 e 1572.

## Arquitetura

### Exterior
A mesquita situa-se numa encosta muita inclinada, o que constituiu um desafio em termos arquitetónicos que Sinan resolveu construindo um pátio de dois andares à frente. O pátio inferior, atualmente em ruínas, era ocupado por lojas, cujas rendas se destinavam a suportar as despesas da mesquita, um uso comum nas mesquitas otomanas. O pátio superior tinha uma colunata aberta onde funcionava um madraçal (escola islâmica). As quartos de habitação do madraçal situavam-se debaixo da colunata — o espaço entre cada par de colunas tinha paredes em três lados, formando pequenas salas, cada qual com uma janela, lareira e um nicho para uma cama. As aulas eram dadas na sala de oração ou na dershane, uma grande sala com cúpula situada sobre a escadaria ocidental. A mesquita ocupa um dos lados do pátio superior e foi desenhada como um hexágono inscrito num retângulo. É coberta por uma cúpula como quatro pequenas semicúpulas nos cantos.

### Interior
O interior da mesquita é famoso pela profusão de requintados azulejos de İznik, com grande variedade de motivos florais em tons de azul e verde e painéis de caligrafia com letras brancas sobre fundo azul. As colunas interiores são de mármore policromado. O mimbar é de mármore branco com um topo cónico coberto de azulejos de cor turquesa, do mesmo tipo que é usado para emoldurar mirabe. As janelas por cima do mirabe são de vitrais. Por cima da porta está um fragmento da Caaba, de Meca, emoldurado por ornamentos dourados. O mirabe e o mimbar também contêm fragmentos da Caaba.

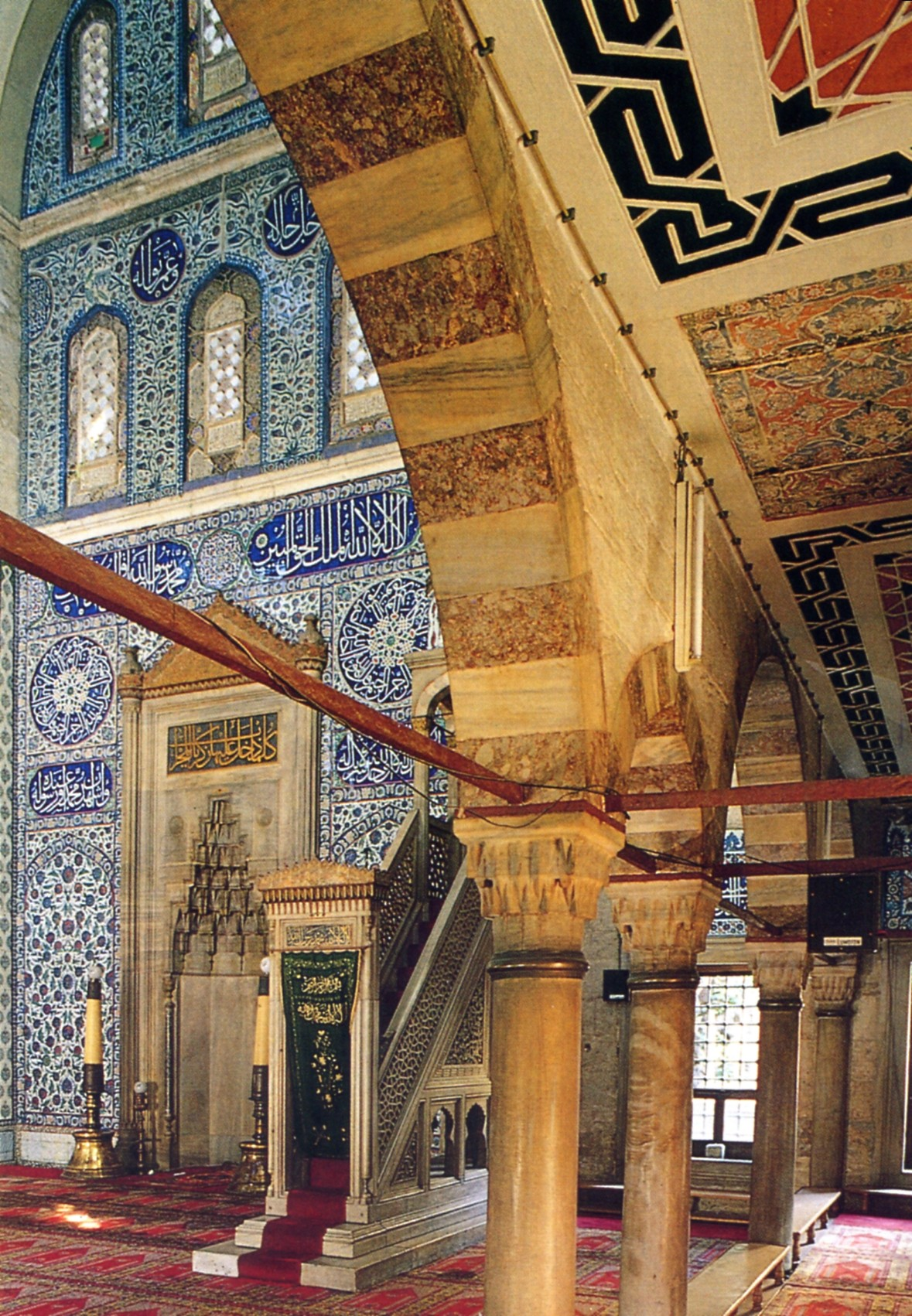
Interior da mesquita; à esquerda: o mirabe e o mimbar (parcialmente tapado pela arcada em primeiro plano)